# Servicio Extremeño de Promoción de la Autonomía Personal y Atención a la Dependencia
El Servicio Extremeño de Promoción de la Autonomía y Atención a la Dependencia (SEPAD) es el organismo encargado de la aplicación de la Ley 39/2006, de 14 de diciembre, de Promoción de la Autonomía Personal y Atención a las Personas en situación de Dependencia en la Comunidad Autónoma española de Extremadura. Fue creado mediante la Ley 1/2008, de 22 de mayo, de Creación de Entidades Públicas de la Junta de Extremadura]] y sus Estatutos se aprobaron mediante el Decreto 222/2008, de 24 de octubre]]. Está adscito a la Consejería de Salud y Política Social de la Junta de Extremadura.
Entre sus competencias figuran no sólo la gestión, inspección y evaluación de las prestaciones de personas en situación de dependencia, sino también la gestión del sistema de residencias públicas, centros de día y centros residenciales de la Junta de Extremadura relacionados con esta materia.
Está estructurado en los siguientes  órganos directivos:
- Dirección-Gerencia
  - Gerencias de Área
- Dirección General de Promoción de la Autonomía y Atención a la Dependencia
  - Unidad de Gestión de Recursos, Dispositivos y Servicios
  - Unidad de Gestión de Programas Asistenciales
  - Unidad de Gestión de Control de la Actividad Asistencial y Sistemas de Información

El Servicio Extremeño de Promoción de la Autonomía y Atención a la Dependencia abarca diferentes Áreas de Gestión, las cuales son divisiones geográficas con una Gerencia de Área responsable de la gestión de los centros y de los establecimientos pertenecientes al servicio en dicha zona geográfica y de las competencias sanitarias a desarrollar por ellos. Las diferentes áreas son las siguientes:
- Gerencia de Área de Badajoz
- Gerencia de Área de Cáceres